# Ion Ciocan
Ion Ciocan (n. 19 februarie, 1850, Mocod, Districtul Grăniceresc Năsăud – d. 6 septembrie 1915, Budapesta) a fost un om politic și de cultură român.

## Biografie
S-a născut în localitatea Mocod, care făcea parte pe atunci din Districtul Grăniceresc Năsăud, în cadrul Graniței Militare Transilvănene. Localitatea se găsește astăzi în județul Bistrița-Năsăud. Tatăl său, Andrei Ciocan, a fost învățător la școala confesională unită din Mocod și diacon bisericesc.
A fost căsătorit cu Amalia, născută Piciu, cu care însă nu a avut copii.

## Studii
Și-a început formarea intelectuală în localitatea natală, unde a urmat cursurile școlii confesionale. Părinții l-au trimis apoi la Zagra, unde a urmat clasele I și a II-a la Școala trivială, pentru ca în clasa a III-a să fie transferat la Școala normală din Năsăud.
În anul 1863 a început cursurile la nou înființatul Gimnaziu superior românesc din Năsăud, făcând astfel parte din prima generație de descendenți ai foștilor grăniceri năsăudeni care studiază în această instituție de învățământ. În anul 1871 a obținut „testimoniul de maturitate” (diploma de bacalaureat) cu „eminență”. Și-a continuat studiile la Universitatea din Viena, unde a studiat, începând din 1871, teologia ca bursier al Seminarului „Sfânta Barbara”. A renunțat repede la studiul teologiei pentru a se dedica filosofiei. Al doilea semestru al anului universitar 1871-1872 l-a urmat la Universitatea din Graz. Între 1872-1874 a studiat filosofia la Universitatea Pázmány Péter din Budapesta, unde a obținut diploma de absolvire în data de 27 aprilie 1874.

## Activitatea social-politică și culturală
Ion Ciocan și-a prelungit șederea la Budapesta încă 4 ani, pentru a obține diploma de profesor, răstimp în care lucrează la publicația „Albina”. Primește, la 10 mai 1878, diploma de profesor având ca specialități principale româna și geografia, iar ca specialitate secundară istoria.
Se întoarce la Năsăud în vara anului 1878 unde este numit profesor la gimnaziu. În 1880 este ales director provizoriu, pentru ca în 1882 să fie numit profesor ordinar (titular și diriginte) și director definitiv. În același an s-a căsătorit cu Amalia Piciu.
Din 1886 este președinte al Fondurilor școlare năsăudene. În anul 1890 este decorat cu „Crucea de cavaler” al ordinului Franz Josef, recunoscându-i-se meritele pentru activitatea dusă în fruntea gimnaziului și a fondurilor școlare. Dintre aceste realizări, cea mai importantă este cea a ridicării edificiului gimnaziului din Năsăud.
În 1896 este ales pentru prima dată deputat al cercului Năsăudului pentru Parlamentul din Budapesta. Avea să îndeplinească această funcție timp de aproximativ două decenii, în perioada 1896-1915 (cu excepția intervalului dintre 1901-1903).
În anul 1898 este numit profesor la catedra de limba și literatura română la Universitatea Pázmány Péter din Budapesta. Va rămâne în această funcție de mare responsabilitate și onoare până în anul 1909 când se pensionează. Creează în această perioadă fundația „Amalia Ciocan”. Scopul acesteia era acordarea de burse studenților români care se remarcau în domeniul limbii și literaturii române.

## Sfârșitul vieții
Ion Ciocan s-a stins din viață la Budapesta în anul 1915, la 6 septembrie, răpus fiind de boală - cancer de esofag - cu care s-a luptat până în ultima clipă.